# Калинг, Минди
Ве́ра Ми́нди Ка́линг (англ. Vera Mindy Kaling; урождённая Чокали́нгам (англ. Chokalingam), род. 24 июня 1979) — американская комедиантка, актриса и сценаристка индийского происхождения. Наиболее известна по роли Келли Капур в американском телесериале «Офис».

## Ранние годы
Минди Калинг (урождённая Вера Чокалингам) родилась в Кембридже, Массачусетс, в семье тамилов из Индии. Окончила в 1997 году частную школу Buckingham Browne & Nichols. В следующем году начала посещать Дартмутский колледж, где была членом труппы импровизационной комедии «День игровых собак». Колледж она окончила в 2001 году. В 2003 году играла Бена Аффлека в пьесе «Мэтт и Бен», которую она написала в соавторстве с Брендой Уитерс. Журнал Time внёс эту пьесу в список «Самые главные театральные события года».

## Карьера
В 2005 году Каллинг появилась в эпизоде сериала «Умерь свой энтузиазм» в роли ассистента. В апреле 2006 года участвовала в ток-шоу «Субботним вечером в прямом эфире». Первую роль в кино Калинг получила в 2004 году, в фильме «Сорокалетний девственник». Также она появилась в фильме «Дети без присмотра», в роли официантки. В 2007 году получила небольшую роль в фильме «Лицензия на брак», совместно с Джоном Красински, Анджелой Кинси и Брайаном Баумгартнером. В 2009 году снялась в эпизоде фильма «Ночь в музее 2». В 2010 году озвучила маму туриста в мультфильме «Гадкий я».
С 2005 по 2013 год исполняла роль Келли Капур в телесериале «Офис». Она также написала сценарий к восемнадцати эпизодам сериала. В интервью «The A.V. Club» Калинг сказала, что персонаж Келли «сильно преувеличен». После эпизода третьего сезона Diwali она появилась в ток-шоу «Свежий воздух».
В 2011 году вышла первая книга Калинг под названием «Моё содержание».

## Личная жизнь
У Калинг трое детей: Кэтрин Суоти Калинг (род. 15 декабря 2017), сын Спенсер Аву Калинг (род. 3 сентября 2020) и дочь Энн Калинг (род. в феврале 2024). 
Калинг поддерживает близкие дружеские отношения с Б. Дж. Новаком, которого встретила во время работы над «Офисом». Они встречались во время съёмок шоу, и характер отношений между их персонажами, Райаном Ховардом и Келли Капур, порой отражал их отношения в реальной жизни. Кроме того, Новак является крёстным отцом её двух старших детей.

## Фильмография
| Год       |    | Русское название                             | Оригинальное название                          | Роль                       |
| --------- | -- | -------------------------------------------- | ---------------------------------------------- | -------------------------- |
| 2005      | ф  | Сорокалетний девственник                     | The 40-Year-Old Virgin                         | Эми                        |
| 2005      | с  | Умерь свой энтузиазм                         | Curb Your Enthusiasm                           | ассистентка Ричарда Льюиса |
| 2005—2013 | с  | Офис                                         | The Office                                     | Келли Капур                |
| 2006      | ф  | Дети без присмотра                           | Unaccompanied Minors                           | хостес ресторана           |
| 2007      | ф  | Лицензия на брак                             | License to Wed                                 | Шелли                      |
| 2008      | с  | —                                            | Global Warming                                 | Мадхар                     |
| 2008      | с  | —                                            | House Poor                                     | Минди                      |
| 2009      | ф  | Ночь в музее 2                               | Night at the Museum: Battle of the Smithsonian | доцент                     |
| 2010      | мф | Гадкий я                                     | Despicable Me                                  | мама туриста               |
| 2011      | ф  | Больше чем секс                              | No Strings Attached                            | Шира                       |
| 2012      | ф  | Немножко женаты                              | The Five-Year Engagement                       | Ванита                     |
| 2012      | мф | Ральф                                        | Wreck-It Ralph                                 | Таффита Мармеладис         |
| 2012—2017 | с  | Проект Минди                                 | The Mindy Project                              | Минди Лахири               |
| 2013      | ф  | Конец света 2013: Апокалипсис по-голливудски | This is The End                                | в роли самой себя          |
| 2015      | мф | Головоломка                                  | Inside Out                                     | Брезгливость               |
| 2015      | с  | «Жми на запись» на ТВ                        | HitRECord on TV                                | Белла Обскура              |
| 2015      | мф | Первое свидание Райли?                       | Riley’s First Date?                            | Брезгливость               |
| 2015      | ф  | Рождество                                    | The Night Before                               | Сара                       |
| 2015      | с  | Маппеты                                      | The Muppets                                    | в роли самого себя         |
| 2017      | мс | Звери.                                       | Animals.                                       | Сэнди                      |
| 2018      | ф  | Излом времени                                | A Wrinkle in Time                              | миссис Ктоэто              |
| 2018      | с  | Чемпионы                                     | Champions                                      | Прия Пейтел                |
| 2018      | ф  | 8 подруг Оушена                              | Ocean’s 8                                      | Амита                      |
| 2018      | с  | В Филадельфии всегда солнечно                | It’s Always Sunny in Philadelphia              | Синди                      |
| 2019      | ф  | В прямом эфире                               | Late Night                                     | Молли Пейтел               |
| 2019      | с  | Утреннее шоу                                 | The Morning Show                               | Одра                       |
| 2021      | ф  | Локдаун                                      | Locked Down                                    | Кейт                       |
| 2021      | мс | Монстры за работой                           | Monsters at Work                               | Вэл Литтл                  |
| 2023      | мс | Велма                                        | Velma                                          | Велма Динкли               |

## Награды и номинации
- Национальная медаль США в области искусств за 2021 год (2023)[12].

| Год  | Награда                          | Категория                                    | Результат | Примечание   |
| ---- | -------------------------------- | -------------------------------------------- | --------- | ------------ |
| 2005 | Премия Гильдии сценаристов США   | Новый сериал                                 | Номинация | Офис         |
| 2005 | Премия Гильдии сценаристов США   | Комедийный эпизод — Diversity Day            | Номинация | Офис         |
| 2005 | Премия Гильдии сценаристов США   | Комедийный сериал                            | Номинация | Офис         |
| 2006 | Премия Гильдии киноактёров США   | Лучший актёрский состав в комедийном сериале | Победа    | Офис         |
| 2006 | Премия Гильдии сценаристов США   | Комедийный сериал                            | Победа    | Офис         |
| 2006 | Эмми                             | Лучший комедийный сериал                     | Победа    | Офис         |
| 2007 | Премия Гильдии киноактёров США   | Лучший актёрский состав в комедийном сериале | Победа    | Офис         |
| 2007 | Эмми                             | Лучший комедийный сериал                     | Номинация | Офис         |
| 2007 | Премия Гильдии сценаристов США   | Комедийный эпизод — Local Ad                 | Номинация | Офис         |
| 2007 | Премия Гильдии сценаристов США   | Комедийный сериал                            | Номинация | Офис         |
| 2008 | Премия Гильдии киноактёров США   | Лучший актёрский состав в комедийном сериале | Номинация | Офис         |
| 2008 | Эмми                             | Лучший комедийный сериал                     | Номинация | Офис         |
| 2008 | Премия Гильдии сценаристов США   | Комедийный сериал                            | Номинация | Офис         |
| 2009 | Entertainment Industries Council | Исполнитель в комедийном телесериале         | Номинация | Офис         |
| 2010 | Прайм-тайм премия «Эмми»         | Лучший сценарий для комедийного телесериала  | Номинация | Офис         |
| 2012 | Премия Гильдии сценаристов США   | Новый телесериал                             | Номинация | Проект Минди |